# Universitat del Sud de Califòrnia
La Universitat del Sud de Califòrnia (en anglès, University of Southern Califòrnia, normalment abreujat com USC, SC o Southern California) és una universitat privada situada al centre de Los Angeles, a l'estat de Califòrnia. Va ser fundada l'any 1880, esdevenint la primera universitat privada californiana que dedicà fons a la investigació.
Actualment, la USC és una de les universitats més selectives del país. L'any 2006 tan sols 2.700 alumnes van aconseguir matricular-se, dels entre 34.000 aspirants que s'havien postulat per fer-ho. El fet de situar-se al centre d'una ciutat cosmopolita com Los Angeles, converteix la USC en una de les institucions educatives més diverses, amb estudiants provinents dels 50 estats dels Estats Units així com de més de 115 països de la resta del món.

## Història

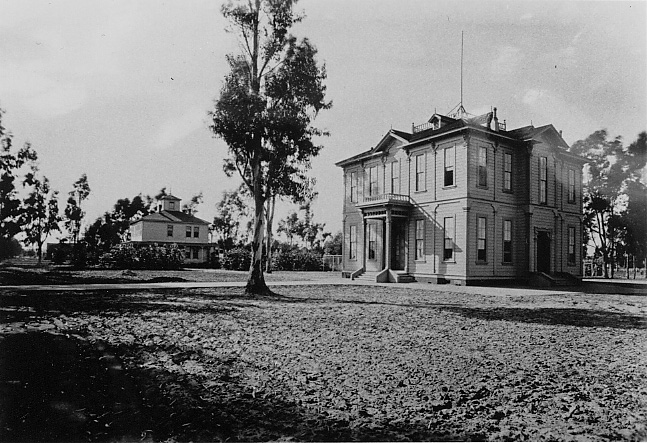
The Widney Alumni House, el primer edifici del campus

La USC va ser fundada gràcies als esforços i la dedicació del jutge Robert M. Widney, el qual va aconseguir les donacions de diverses figures representatives del Los Angeles de mitjans del segle xix, com l'horticultor Metodista Ozro Childs, l'ex-governador catòlic irlandès John Downey Gately, i el banquer jueu alemany Isaias W. Hellman. Els tres donants van reunir 308 lots de terreny per establir les bases de l'actual universitat, així com el capital inicial necessari per a la construcció dels primers edificis. Originalment la universitat funcionava amb afiliació a l'Església Metodista, tot i que un dels principis rectors del codi propi de la institució és que a cap estudiant se li nega l'admissió per motius de raça. A l'actualitat, la universitat ja no està afiliada a cap església ni credo, després d'haver trencat els seus vincles formals amb l'església metodista l'any 1952.
L'any 1880 el preu de la matrícula era de 15,00 dòlars per semestre i als estudiants no se'ls permetia abandonar el campus universitari sense el coneixement i consentiment del president de la universitat. L'escola tenia 53 estudiants matriculats i un total de 10 docents. El campus no tenia carrers pavimentats, ni llum elèctrica, ni telèfons, ni un sistema d'alarma contra incendis fiable. La seva primera promoció fou el 1884.
Els colors de la USC són el roig cardenal i el color or, que van ser aprovats pel tercer president de la USC, el reverend George W. White, l'any 1895. El 1958, l'ombra d'or, que era originalment més un color ataronjat, es va canviar per una tonalitat més groguenca.

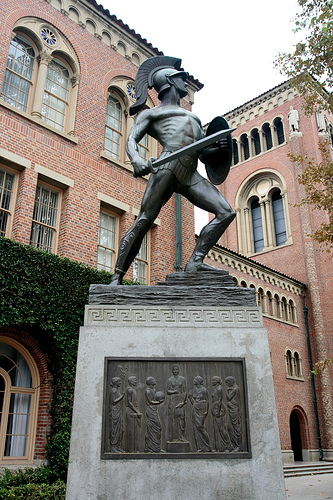
Tommy Trojan (Tommy Troià), oficialment Trojan Shrine, és el símbol més important de la universitat, tot i no ser-ne la mascota

Els estudiants de la USC i, de forma especial, els esportistes que competeixen en representació de la USC, són coneguts com a troians, per l'existència al centre del campus del Trojan Shrine (Santuari de Troia), una estàtua que representa un guerrer troià i coneguda popularment com a Tommy Trojan. Fins al 1912 aquest nom no va ser l'oficial, i als atletes i lluitadors de la universitat se'ls coneixia com els Fighting Methodists o Wesleyans. Fou, després d'un enfrontament interuniversitari amb la Universitat Stanford, en el que els representants de la USC patiren una cruel derrota, que els mitjans de comunicació començaren a tractar als esportistes de la USC com a perdedors habituals. En comptes d'enfonsar als atletes, durant els següents esdeveniments esportius entre universitats, els atletes de la USC van aconseguir victòries molt importants per a les vitrines de la USC, cosa que va propiciar que el diari Los Angeles Times els titllés d'atletes que "[…] lluitaven com a troians" nom que s'anà popularitzant a través del campus fins que l'aleshores president George F. Bovard decidís aprovar-lo com a malnom de forma oficial.
La USC és coneguda com l'empresa privada més gran de Los Angeles i la tercera més gran de l'estat de Califòrnia, i és responsable de 4 mil milions de la producció econòmica del comtat de Los Angeles. Els estudiants de la USC gasten al voltant de 406.000.000 dòlars anuals que van a parar a les arques de l'economia local i els visitants del campus afegeixen 12.300.000 a aquestes arques.
En l'àmbit polític, durant gran part del segle xx la USC va mantenir la reputació de ser un dels campus políticament més conservadors. Durant la dècada de 1960 i dels 70, en especial, va contrastar amb les altres universitats californianes que alenaven els moviments alternatius i la crítica social. La USC fou un dels pocs campus de Califòrnia on el llavors governador Ronald Reagan pogué fer una visita sense necessitat de protecció addicional. Aquesta imatge conservadora i pròxima al Partit Republicà té els seus orígens en el fet que als anys setanta del segle XX diversos alumnes afiliats al Partit Republicà, coneguts col·lectivament com la màfia de la USC, formaren part de l'equip del president Nixon i de l'equip de campanya durant la seva reelecció, contaminada més tard per l'escàndol del Watergate. Aquesta tendència es mantingué durant l'època Reagan fins que a la dècada de 1990 la majoria conservadora va començar a perdre força i una veu cada vegada més liberal aniria creixent a la universitat juntament amb un creixent augment de la diversitat estudiantil, tant a nivell regional com internacional i ètnic. En els darrers anys, l'afiliació política o ideològica al Partit Demòcrata dels Estats Units entre el col·lectiu estudiantil ha superat a la republicana. A l'actualitat (2020) és el campus universitari nord-americà amb més estudiants estrangers (un 50% del total, dels quals el 50% són xinesos).

## Campus

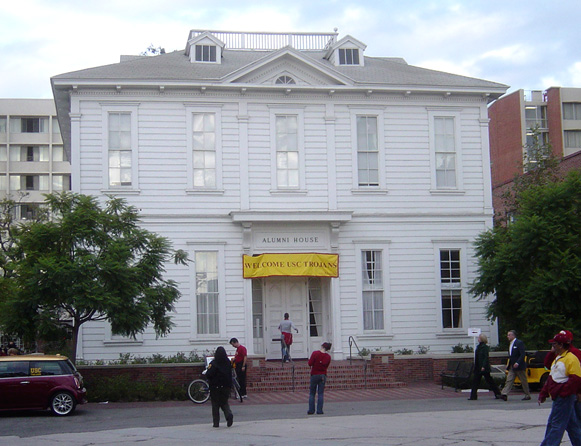
L'edifici més antic de la USC, la Widney Alumni House

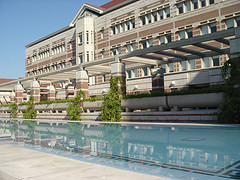
The Leavey Library, d'estil romànic

El University Park campus o Parc Universitari és el campus principal de la USC situat al districte West Adams al sud de la ciutat de Los Angeles i a 2 milles (3.2 km) al sud-oest del centre de la ciutat. El campus és a poca distància de llocs emblemàtics com l'Auditori Shrine, l'Staples Center (seu dels partits dels Los Angeles Lakers), i del Los Angeles Coliseum. La majoria dels edificis són d'estil neó romànic, encara que algunes residències i els edificis d'enginyeria, física així com els laboratoris de ciències són d'estil modern de diferents tendències (especialment els dos grans dormitoris a la vora nord del campus). La Widney Alumni House, construïda el 1880, és l'edifici més antic de la universitat. En els darrers anys el campus de l'escola ha estat reformat per eliminar els vestigis d'antics camins i reemplaçar-los pels típics parcs i jardins de les universitats estatunidenques.
A més del campus principal o Parc Universitari, a la USC també hi ha el Campus de Ciències de la Salut i l'Hospital de Nens de Los Angeles, que és conegut popularment com el tercer campus de la USC i que està a càrrec de professors de la USC Keck School of Medicine. Fora dels límits de la ciutat, la USC té un centre al Comtat d'Orange, a Irvine on s'imparteix direcció i administració d'empresa, farmàcia, treball social i educació. També hi ha institucions vinculades amb la USC en un campus discontinu: l'Institut de Ciències de la Informació, amb centres a Arlington (Virgínia) i Marina del Rey (Califòrnia); l'Institut Wrigley d'Estudis Ambientals ubicat a Catalina Island a uns 32 quilòmetres de la costa de Los Angeles; i el centre Philip K. Wrigley Center de Ciències Marines.
L'Escola de Política, Planificació i Desenvolupament també té un campus satèl·lit a Sacramento. El 2005, la USC va establir una oficina de relacions federals a Washington, DC.
La dotació de la USC és de 3.700.000.000 dòlars, als que s'afegeixen anualment uns 430 milions més de dòlars per a la investigació provinent del patrocini de capital privat. Entre els seus patrons s'inclouen Alfred E. Mann, George Lucas o David Dornsife.

## Organització i administració
La USC, com a empresa privada, és controlada per un Consell d'Administració compost per 50 membres amb vot. A més hi ha els síndics o representants que solen ser alts executius de grans empreses (tant nacionals com internacionals), ex-alumnes reeixits o membres de les altes esferes de l'administració de la universitat. També existeix la figura dels custodis honoraris i/o emèrits fideïcomissaris que tenen veu però no vot. Els membres votants del consell d'administració són elegits per un període de cinc anys. L'administració de la universitat es compon d'un president, un prebost, diversos vicepresidents que són la màxima representació de cada un dels departaments de la universitat (el que seria l'equivalent al degà), un tresorer, un director d'informàtica, i un director esportiu. L'actual president és C. L. Max Nikias. Els presidents de la USC solen ser dels més ben pagats a les universitats dels Estats Units amb un salari que pot rondar els 2 milions de dòlars.

### Òrgans de govern d'estudiants
El màxim òrgan de govern dels estudiants és l'Undergraduate Student Government, que té competències relatives a la presa decisions que afecten els estudiants de pre-grau de la universitat. Consisteix en una junta de direcció executiva, amb poder legislatiu d'elecció popular, i de supervisió judicial, juntament amb la capacitat per a programar activitats dins el campus (comunament coneguda com a "Programa de la Junta").

### Llista de presidents de la USC
La universitat del Sud de Califòrnia, ha tingut fins al moment 11 presidents:
- Marion M. Bovard (1880–1891)
- Joseph P. Widney (1892–1895)
- George W. White (1895–1899)
- George F. Bovard (1903–1921)
- Rufus B. von KleinSmid (1921–1947)
- Fred D. Fagg, Jr. (1947–1957)
- Norman Topping (1958–1970)
- John R. Hubbard (1970–1980)
- James H. Zumberge (1980–1991)
- Steven B. Sample (1991–2010)
- C. L. Max Nikias (2010–actualitat)

## Sistema bibliotecari
Les vint-i-dues biblioteques i altres sistemes d'arxiu de la Universitat del Sud de Califòrnia emmagatzemen prop de 4 milions de volums impresos, 6 milions d'articles en microfilm i prop de 3 milions de fotografies, amb la possibilitat de subscriure's a més de 30.000 títols de publicacions seriades en curs. Aquest fet suposa que el sistema bibliotecari de la USC tingui més de 13.000 metres de manuscrits i/o arxius, i doni la possibilitat de subscriure's a més de 120 bases de dades electròniques i més de 14.000 revistes en format imprès i electrònic. La Universitat de Califòrnia del Sud està situada en el lloc 51 d'entre les 100 biblioteques universitàries més grans dels Estats Units.

## Esport

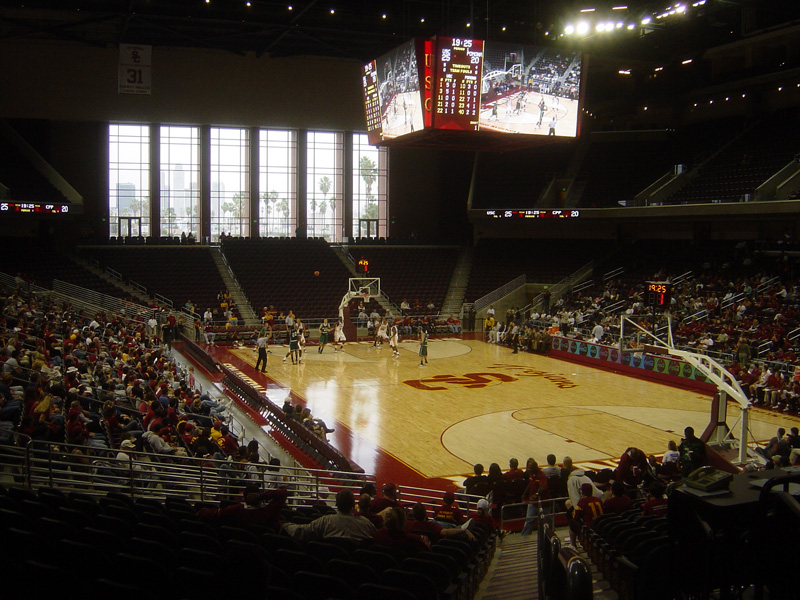
The Galen Center, seu dels equips de bàsquet i voleibol

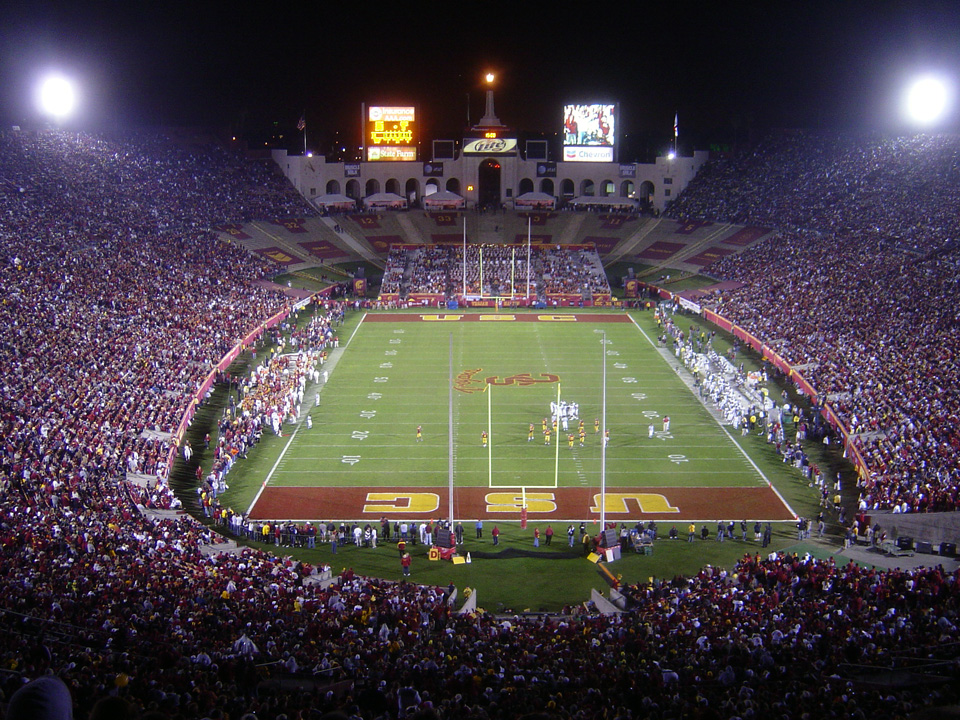
The Los Angeles Memorial Coliseum un partit de l'equip de fútbol americà

A part dels seus mèrits acadèmics, la USC és coneguda com una de les millors universitats en l'àmbit esportiu, comptant a les seves vitrines amb 106 títols de campionats nacionals universitaris, així com 86 trofeus de la NCAA. Tots els equips que representen la universitat s'anomenen USC Trojans, sent l'equip més famós el de futbol americà, guanyador dels campionats nacionals de 2003 i 2004.
Els equips de la USC han guanyat un total de 92 campionats per equips de la NCAA, situats en el rànquing en tercera posició darrere dels seus rivals estatals la Universitat de Califòrnia a Los Angeles (106) i de la Universitat Stanford (101). Els troians també han guanyat almenys un títol per equips en alguna de les categories de la NCAA durant 26 anys consecutius (de 1959-1960 a 1984-1985). Des de la seva creació l'any 1971, la USC també ha guanyat 6 vegades el premi atorgat pel diari USA Today conegut com a National College All-Sports Championship (Classificació anual sobre els millors equips esportius del país).
Si tenim en compte el període entre els Jocs Olímpics d'Estiu de 1904 i els de Jocs Olímpics d'Hivern de 2010, 578 alumnes de la USC han participat en els Jocs Olímpics, obtenint 122 medalles d'or, 76 de plata i 60 de bronze. Si la Universitat tingués comitè olímpic propi, se situaria en el 12è lloc del medaller global dels jocs, empatat amb el Japó. Si tenim en compte el total de medalles, la USC se situaria en 18a posició empatada amb Canadà. Des dels Jocs Olímpics d'Estiu de 1912, la USC és l'única universitat que ha tingut un atleta campió olímpic en cada edició dels jocs olímpics d'estiu.

### Categoria masculina
En els esports masculins, la USC ha guanyat 92 campionats d'equips nacionals (78 títols de la NCAA) -més que qualsevol altre college- i els atletes masculins han guanyat un rècord de 296 títols individuals de la NCAA. Els troians han guanyat 26 campionats d'atletisme, 19 en tennis, 12 en beisbol, 9 en natació i busseig, 6 en voleibol, 6 de waterpolo, 2 en atletisme en pista coberta, i 1 en gimnàstica. L'equip de bàsquet masculí ha aparegut en el torneig de la NCAA 15 vegades i ha tingut dues aparicions a la Final Four de la NCAA. L'equip de futbol americà de la USC figura consistentment entre els millors de la seva divisió. Durant el període de Pete Carroll com a Head Coach, els troians han millorat la seva classificació assolint arribar a diferents finals. L'equip de futbol americà dels troians té a les seves vitrines 10 campionats nacionals i sis jugadors han guanyat el Trofeu Heisman. Fins al 2011, 472 troians han entrat al Draft de la NFL, més que qualsevol altra universitat.

### Categoria femenina
Els equips femenins han guanyat 23 campionats nacionals. Les atletes femenines de USC han aconseguit un total de 51 títols individuals de la NCAA. Dues atletes han guanyat la Copa Honda-Broderick com la millor atleta d'un college universitari: Cheryl Miller (1983-1984) i Angela Williams (2001-2002). En total, han guanyat set campionats de tennis, 6 en voleibol, 3 en waterpolo, 2 en golf, dos en bàsquet, un en natació i busseig, un en atletisme i un en futbol (soccer).

## Tradicions

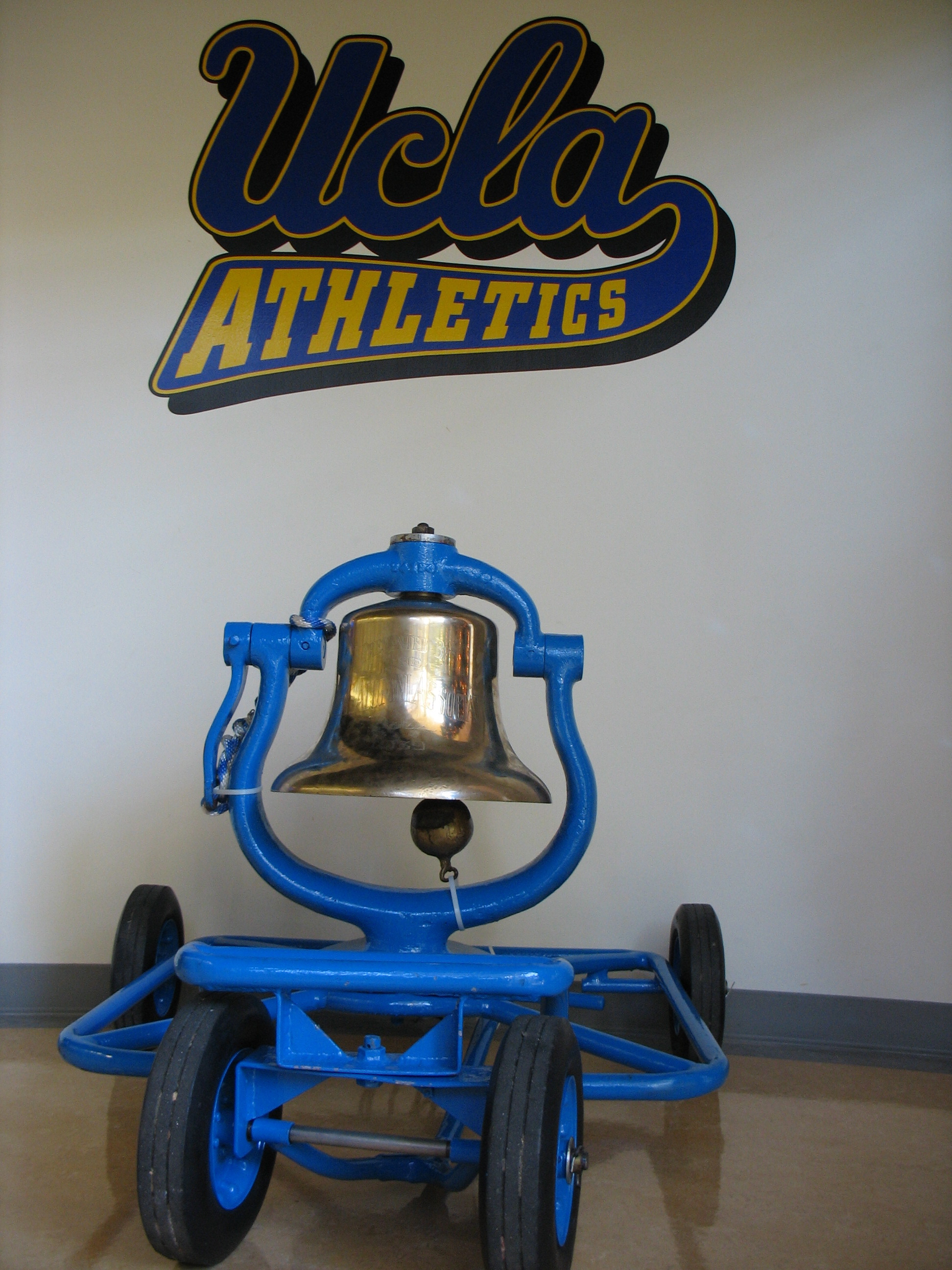
La copa Victory Bell que custòdia l'equip de USC o UCLA segons qui hagi guanyat el seu enfrontament anual

En ser una de les universitats més antigues de Califòrnia, la Universitat del Sud de Califòrnia té una llarga sèrie de tradicions, algunes de les quals s'indiquen a continuació:
- L'himne oficial de la USC és Fight On compost l'any 1922 per Milo Sweet, estudiant d'ortodòncia.
- La Primal Scream de la USC: Cada dia abans dels exàmens finals dels semestres de tardor i primavera, la banda de la USC fa, a les 10:00 del matí i fora de la Leavey Library, un concert que serveix com a descans de 20 minuts per als estudiants que es troben repassant de cara a les proves finals. El concert permet tenir una desconnexió plena de música, ball, aplaudiments, i fins i tot nedar a la coneguda com piscina de la reflexió. La nit abans de l'últim dia dels exàmens final, tots, des d'estudiants a membres de la banda, salten a la piscina de la reflexió per celebrar el final del semestre.
- Per donar sort als jugadors de l'equip de futbol americà, els seguidors recorren a peu el trajecte que va des del campus fins a l'estadi.
- Anualment se celebra el Songfest que permet als estudiants mostrar el seu talent i que serveix per recaptar diners per a beneficència. De l'espectacle se'n solen encarregar les diferents fraternitats de la universitat.

### Rivalitats

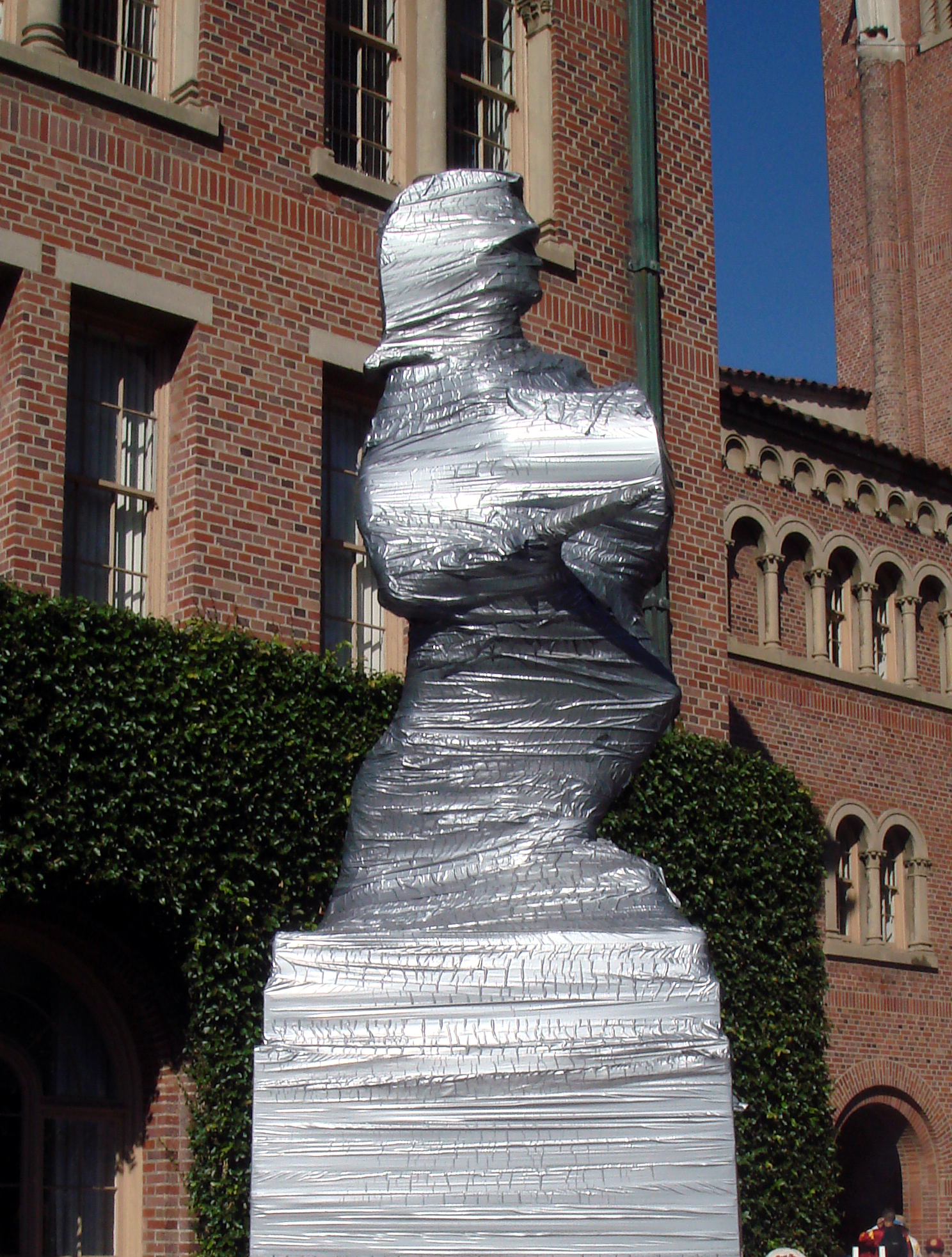
La setmana del partit entre UCLA i USC, l'estatua de Tommy Trojan és tapada per evitar el vandalisme dels seguidors d'UCLA

La USC manté dues grans rivalitats, totes elles provinents de l'àmbit esportiu:
- Amb la Universitat de Notre-Dame comparteixen la rivalitat per veure quina és la que té millor palmarès a nivell nacional, ja que totes dues són les que han aconseguit més títols. Cada any, el partit que juguen ambdues és conegut com la Jeweled Shillelagh.[24][25]

- Amb la Universitat de Califòrnia a Los Angeles existeix una especial rivalitat en atletisme i en futbol americà. El partit anual entre ambdós equips es coneix com la Victory Bell. De fet, la setmana del partit, coneguda com la Trojan week, es viu amb gran emoció, pressió i amb un munt d'activitats relacionades amb l'enfrontament.[26] La rivalitat és tan gran que l'estàtua de Tommy Trojan és tapada per evitar el vandalisme dels seguidors més radicals de la UCLA.[27]

## Cinema i TV
Degut a la seva proximitat amb Hollywood, la USC ha estat escenari de diferents films entre els quals s'inclouen Forrest Gump, Legally Blonde, Road Trip, The Girl Next Door, Harold & Kumar Go to White Castle, Love & Basketball, Blue Chips, Els caçafantasmes, Live Free or Die Hard, House Party 2, The Number 23, The Social Network and The Graduate. Pel que fa a sèries de televisió, ha estat escenari de Cold Case, Entourage, 24, The O.C., Beverly Hills, 90210, Moesha, Salvats per la campana, El príncep de Bel-Air, House, MD, Undeclared, L'ala oest de la Casa Blanca, Monk, The United States of Tara, Gilmore Girls, i The Roommate. El campus també ha estat escenari d'alguns jocs d'ordinador.

## Premis Nobel
La Universitat del Sud de Califòrnia ha comptat entre el seu equip docent amb quatre persones guanyadores del Premi Nobel: 
- Werner Arber (1978)[29]
- George Andrew Olah (1994)[30]
- Murray Gell-Mann (1969)[31]
- Daniel McFadden (2000)[32]

## Professors i alumnes destacats
- George Lucas, director de cinema.[33]
- Ron Howard, director de cinema.[34]
- Whitney Port, graduada en estudis de gènere.[35]
- Bret Easton Ellis, escriptor nord-americà.[36]
- Neil Armstrong, primer home a trepitjar la lluna.[37]
- Sam Peckinpah, director de cinema.[38]
- Eve Marie Torres, ballarina i model.[39]
- Stephen Krashen, investigador de la lingüística i l'educació.
- Percival Everett, escriptor nord-americà.[40]